# Dukaat

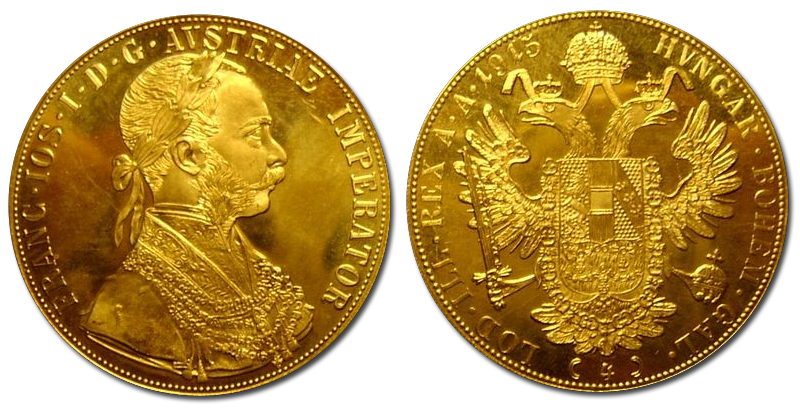
Oostenrijkse gouden dukaat

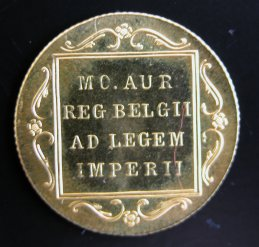
Een Nederlandse dukaat (1974) - achterzijde. Opschrift Mo. Aur. Reg. Belgii Ad Legem Imperii: gouden munt van het Koninkrijk der Nederlanden volgens de wet van het Keizerrijk.

De dukaat (van het Italiaans: ducato) is een gouden munt, die oorspronkelijk afkomstig was uit de Republiek Venetië. De dukaat verscheen daar voor het eerst in 1284, ten tijde van de doge Giovanni Dandolo en zou tot in de 18e eeuw in ongewijzigde vorm gebruikt worden.
De beeldenaar van de Venetiaanse dukaat toonde aan de ene zijde de doge in geknielde houding voor de evangelist Marcus, aan de andere zijde een afbeelding van Jezus.
Het gewicht van de munt was 3,494 gram en het goudgehalte was 0,983.
In navolging van de Venetiaanse dukaat werd de munt ook elders in Europa geslagen, waaronder de Duitse en Oostenrijkse staten en Hongarije, waarbij hetzelfde gewicht en goudgehalte werd gebruikt.

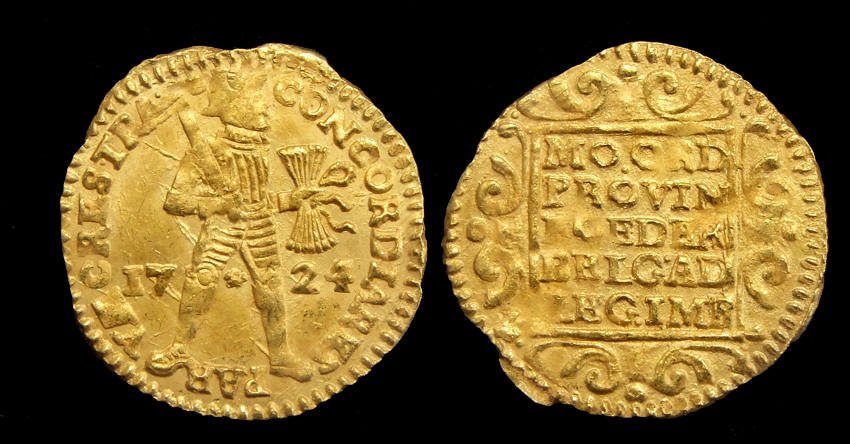
Nederlandse gouden dukaat, Utrecht 1724, afkomstig uit het wrak van het VOC-schip de Akerendam.
Voorzijde: staande ridder met Spaanse helm, zwaard en bundel met zeven pijlen.
Keerzijde: vijf regels tekst in versierd vierkant. MO.ORD / PROVIN / FOEDER / BELG.AD / LEG.IMP.

## De Nederlanden
Ook in de Nederlanden werd de munt geslagen vanaf 1586. De voorzijde van de munt toonde een ridder met een zwaard en pijlenbundel, de achterzijde bevatte een tekst. De waarde was ruim 5 gulden. De dukaten werden in verschillende provincies geslagen tot 1808. Vervolgens bleef hij in gebruik als handelsmunt (negotiepenning), geslagen in 's Rijks Munt te Utrecht en ook in Brussel van 1824 tot 1830. De munt heeft niet de status van wettig betaalmiddel, de overheid garandeert slechts gewicht en goudgehalte van de munt. Tot 1982 konden zowel particulieren als de staat zelf opdracht geven aan 's Rijks Munt tot aanmunting van gouden dukaten. De particulier diende ten minste 100 kilo goud te laten vermunten, de minimale oplage bedraagt dus 29115 stuks (uitgezonderd jaargang 1960 waarbij De Twentse Bank ruim 12,3 kg goud tot 3605 dukaten heeft laten slaan). Sinds 1982 mag alleen de staat nog dukaten laten slaan. Particulieren kunnen deze dukaten aanschaffen, bijvoorbeeld ter herinnering aan een bijzonder jaar. De Nederlandse dukaat was in het buitenland een geliefde munt en werd tot het midden van de 19e eeuw in verscheidene munthuizen in groten getale nagemaakt.
De Nederlanden kenden ook een zilveren dukaat. Deze was in gebruik van 1659 tot 1816. Deze had een waarde van de voormalige rijksdaalder (50 stuivers) en werd ook al snel zo genoemd. In de huidige muntwet is deze zilveren dukaat (weer) opgenomen, maar ook zonder de status van wettig betaalmiddel.